# Naylor
Naylor és una població dels Estats Units a l'estat de Missouri. Segons el cens del 2000 tenia 610 habitants.

## Demografia
Segons el cens del 2000, Naylor tenia 610 habitants, 255 habitatges, i 177 famílies. La densitat de població era de 436,2 habitants per km².
Dels 255 habitatges en un 32,2% hi vivien nens de menys de 18 anys, en un 52,5% hi vivien parelles casades, en un 14,9% dones solteres, i en un 30,2% no eren unitats familiars. En el 28,6% dels habitatges hi vivien persones soles el 17,3% de les quals corresponia a persones de 65 anys o més que vivien soles. El nombre mitjà de persones vivint en cada habitatge era de 2,39 i el nombre mitjà de persones que vivien en cada família era de 2,91.
Per edats la població es repartia de la següent manera: un 26,1% tenia menys de 18 anys, un 8,9% entre 18 i 24, un 23,1% entre 25 i 44, un 22,3% de 45 a 60 i un 19,7% 65 anys o més.
L'edat mediana era de 39 anys. Per cada 100 dones de 18 o més anys hi havia 76,2 homes.
La renda mediana per habitatge era de 20.900 $ i la renda mediana per família de 26.250 $. Els homes tenien una renda mediana de 21.438 $ mentre que les dones 18.500 $. La renda per capita de la població era de 18.402 $. Entorn del 19,2% de les famílies i el 24,1% de la població estaven per davall del llindar de pobresa.

## Poblacions més properes
El següent diagrama mostra les poblacions més properes.